# 3777 McCauley
A 3777 McCauley (ideiglenes jelöléssel 1981 JD2) a Naprendszer kisbolygóövében található aszteroida. Carolyn Shoemaker fedezte fel 1981. május 5-én.